# August Emmanuel Fürnrohr
August Emmanuel Fürnrohr (ur. 27 lipca 1804 w Ratyzbonie, zm. 6 maja 1861 tamże) – niemiecki biolog.

## Życiorys
Po ukończeniu gimnazjum w Ratyzbonie Fürnrohr uczył się zawodu farmaceuty i z przerwami do 1833 roku wykonywał go w swoim rodzinnym mieście oraz podczas pobytów w Monachium i Zweibrücken. W latach 1824–1826 studiował botanikę, chemię, mineralogię i geologię na Uniwersytecie w Erlangen. Jego zainteresowanie botaniką w dużej mierze promował David Heinrich Hoppe. W 1833 r. został nauczycielem historii naturalnej, chemii i techniki w powiatowej szkole rolniczo-handlowej (później gimnazjum) w Ratyzbonie, a w 1839 r. został profesorem liceum w Ratyzbonie. W 1840 r. został sekretarzem Królewskiego Bawarskiego Towarzystwa Botanicznego w Ratyzbonie, a po śmierci Hoppego w 1846 r. jego dyrektorem.
Od 1842 do 1861 był jedynym redaktorem czasopisma botanicznego Flora. W 1835 r. został wybrany na członka Leopoldiny. W 1859 roku został członkiem korespondentem Bawarskiej Akademii Nauk. W 1833 r. został doktorem honoris causa Uniwersytetu w Erlangen. 
Opisał także nowe gatunki. W nazwach naukowych opisanych przez niego taksonów dodawany jest skrót jego nazwiska Fürnr.